# Tour des Philippines 2015
La 6e édition du Tour des Philippines a eu lieu du 1er au 4 février 2015. La course fait partie du calendrier UCI Asia Tour 2015 en catégorie 2.2.
L'épreuve a été remportée par le Français Thomas Lebas (Bridgestone Anchor) respectivement devant le Philippin Mark Galedo (7-Eleven RoadBike Philippines), pour 1 min 57 s, et son coéquipier et compatriote Damien Monier qu'il devance de 2 min 19 s.
Aux niveaux des classements annexes, le Néozélandais Scott Ambrose (Novo Nordisk), vainqueur de la deuxième étape, remporte le classement des sprints, l'Iranien Hossein Askari (Pishgaman Giant) celui de la montagne, le Kazakh Oleg Zemlyakov (Équipe nationale du Kazakhstan) celui de meilleur jeune et Lexer Galedo termine meilleur Philippin. La formation iranienne Tabriz Petrochemical termine meilleure équipe tandis que 7-Eleven RoadBike Philippines finit meilleure équipe des Philippines.

## Présentation

### Équipes
Classé en catégorie 2.2 de l'UCI Europe Tour, le Tour des Philippines est par conséquent ouvert aux équipes continentales professionnelles philippines, aux équipes continentales, aux équipes nationales, aux équipes régionales et de clubs et aux équipes mixtes.
Quinze équipes participent à ce Tour des Philippines - une équipe continentale professionnelle, dix équipes continentales et trois équipes nationales et une équipe régionale et de club :
| Équipe continentale professionnelle | Équipe continentale professionnelle | Équipe continentale professionnelle |
| Nom de l'équipe                     | Pays                                | Code                                |
| ----------------------------------- | ----------------------------------- | ----------------------------------- |
| Novo Nordisk                        | États-Unis                          | TNN                                 |

| Équipes continentales         | Équipes continentales | Équipes continentales |
| Nom de l'équipe               | Pays                  | Code                  |
| ----------------------------- | --------------------- | --------------------- |
| 7-Eleven RoadBike Philippines | Philippines           | T7E                   |
| Attaque Gusto                 | Taipei chinois        | ATG                   |
| Bridgestone Anchor            | Japon                 | BGT                   |
| CCN                           | Laos                  | CCN                   |
| Navitas Satalyst Racing       | Australie             | NSR                   |
| Pegasus Continental           | Indonésie             | PCT                   |
| Pishgaman Giant               | Iran                  | PKY                   |
| RTS-Santic Racing             | Taipei chinois        | RTS                   |
| Tabriz Petrochemical          | Iran                  | TPT                   |
| Terengganu                    | Malaisie              | TSG                   |

| Équipes nationales               | Équipes nationales | Équipes nationales |
| Nom de l'équipe                  | Pays               | Code               |
| -------------------------------- | ------------------ | ------------------ |
| Équipe nationale du Kazakhstan   | Kazakhstan         | KAZ                |
| Équipe nationale d'Ouzbékistan   | Ouzbékistan        | UZB                |
| Équipe nationale des Philippines | Philippines        | PHI                |

| Équipe régionale et de club | Équipe régionale et de club | Équipe régionale et de club |
| Nom de l'équipe             | Pays                        | Code                        |
| --------------------------- | --------------------------- | --------------------------- |
| Singha Infinite             | Thaïlande                   | SIG                         |

## Étapes
Ce Tour des Philippines est constitué de quatre étapes, pour un total de 532,5 kilomètres à parcourir.
| Étape     | Date        | Villes étapes     |                           | Distance (km) | Vainqueur d’étape | Leader du classement général |
| --------- | ----------- | ----------------- | ------------------------- | ------------- | ----------------- | ---------------------------- |
| 1re étape | 1er février | Balanga - Balanga | Étape de plaine           | 126           | Eric Sheppard     | Eric Sheppard                |
| 2e étape  | 2 février   | Balanga - Iba     | Étape de plaine           | 154,7         | Scott Ambrose     | Eric Sheppard                |
| 3e étape  | 3 février   | Iba - Lingayen    | Étape de plaine           | 150,1         | Harrif Salleh     | Eric Sheppard                |
| 4e étape  | 4 février   | Lingayen - Baguio | Étape de moyenne montagne | 101,7         | Samad Poor Seiedi | Thomas Lebas                 |

## Déroulement de la course

### 1reétape
| Classement de l'étape | Classement de l'étape | Classement de l'étape | Classement de l'étape          | Classement de l'étape |
|                       | Coureur               | Pays                  | Équipe                         | Temps                 |
| --------------------- | --------------------- | --------------------- | ------------------------------ | --------------------- |
| 1er                   | Eric Sheppard         | Australie             | Attaque Gusto                  | en 3 h 16 min 13 s    |
| 2e                    | Mark Galedo           | Philippines           | 7-Eleven RoadBike Philippines  | + 0 s                 |
| 3e                    | Thomas Lebas          | France                | Bridgestone Anchor             | + 0 s                 |
| 4e                    | Oleg Zemlyakov        | Kazakhstan            | Équipe nationale du Kazakhstan | + 0 s                 |
| 5e                    | Hossein Askari        | Iran                  | Pishgaman Giant                | + 3 min 16 s          |
| 6e                    | Mahdi Sohrabi         | Iran                  | Tabriz Petrochemical           | + 3 min 16 s          |
| 7e                    | Patria Rastra         | Indonésie             | Pegasus Continental            | + 3 min 16 s          |
| 8e                    | Ángel de Julián       | Espagne               | 7-Eleven RoadBike Philippines  | + 3 min 16 s          |
| 9e                    | Theodore Yates        | Australie             | Navitas Satalyst Racing        | + 3 min 16 s          |
| 10e                   | Jang Chan-jae         | Corée du Sud          | Attaque Gusto                  | + 3 min 16 s          |
| modifier              |                       |                       |                                |                       |

| Classement général | Classement général            | Classement général | Classement général             | Classement général |
|                    | Coureur                       | Pays               | Équipe                         | Temps              |
| ------------------ | ----------------------------- | ------------------ | ------------------------------ | ------------------ |
| 1er                | Eric Sheppard                 | Australie          | Attaque Gusto                  | en 3 h 16 min 3 s  |
| 2e                 | Mark Galedo                   | Philippines        | 7-Eleven RoadBike Philippines  | + 3 s              |
| 3e                 | Thomas Lebas                  | France             | Bridgestone Anchor             | + 4 s              |
| 4e                 | Oleg Zemlyakov                | Kazakhstan         | Équipe nationale du Kazakhstan | + 10 s             |
| 5e                 | Nurbolat Kulimbetov           | Kazakhstan         | Équipe nationale du Kazakhstan | + 3 min 20 s       |
| 6e                 | Mohammed Adiq Husainie Othman | Malaisie           | Terengganu                     | + 3 min 23 s       |
| 7e                 | Hossein Askari                | Iran               | Pishgaman Giant                | + 3 min 26 s       |
| 8e                 | Mahdi Sohrabi                 | Iran               | Tabriz Petrochemical           | + 3 min 26 s       |
| 9e                 | Patria Rastra                 | Indonésie          | Pegasus Continental            | + 3 min 26 s       |
| 10e                | Ángel de Julián               | Espagne            | 7-Eleven RoadBike Philippines  | + 3 min 26 s       |
| modifier           |                               |                    |                                |                    |

### 2eétape
| Classement de l'étape | Classement de l'étape | Classement de l'étape | Classement de l'étape            | Classement de l'étape |
|                       | Coureur               | Pays                  | Équipe                           | Temps                 |
| --------------------- | --------------------- | --------------------- | -------------------------------- | --------------------- |
| 1er                   | Scott Ambrose         | Nouvelle-Zélande      | Novo Nordisk                     | en 3 h 49 min 52 s    |
| 2e                    | Ronald Oranza         | Philippines           | Équipe nationale des Philippines | + 13 s                |
| 3e                    | Ying Hon Yeung        | Hong Kong             | Attaque Gusto                    | + 13 s                |
| 4e                    | Damien Monier         | France                | Bridgestone Anchor               | + 17 s                |
| 5e                    | Choon Huat Goh        | Singapour             | Terengganu                       | + 26 s                |
| 6e                    | Baler Ravina          | Philippines           | 7-Eleven RoadBike Philippines    | + 27 s                |
| 7e                    | Dadi Suryadi          | Indonésie             | Pegasus Continental              | + 27 s                |
| 8e                    | Marcelo Felipe        | Philippines           | 7-Eleven RoadBike Philippines    | + 30 s                |
| 9e                    | Joonas Henttala       | Finlande              | Novo Nordisk                     | + 30 s                |
| 10e                   | Ben O'Connor          | Australie             | Navitas Satalyst Racing          | + 53 s                |
| modifier              |                       |                       |                                  |                       |

| Classement général | Classement général | Classement général | Classement général               | Classement général |
|                    | Coureur            | Pays               | Équipe                           | Temps              |
| ------------------ | ------------------ | ------------------ | -------------------------------- | ------------------ |
| 1er                | Eric Sheppard      | Australie          | Attaque Gusto                    | en 7 h 7 min 31 s  |
| 2e                 | Mark Galedo        | Philippines        | 7-Eleven RoadBike Philippines    | + 3 s              |
| 3e                 | Thomas Lebas       | France             | Bridgestone Anchor               | + 4 s              |
| 4e                 | Oleg Zemlyakov     | Kazakhstan         | Équipe nationale du Kazakhstan   | + 10 s             |
| 5e                 | Scott Ambrose      | Nouvelle-Zélande   | Novo Nordisk                     | + 1 min 35 s       |
| 6e                 | Ronald Oranza      | Philippines        | Équipe nationale des Philippines | + 1 min 57 s       |
| 7e                 | Ying Hon Yeung     | Hong Kong          | Attaque Gusto                    | + 1 min 59 s       |
| 8e                 | Damien Monier      | France             | Bridgestone Anchor               | + 2 min 7 s        |
| 9e                 | Choon Huat Goh     | Singapour          | Terengganu                       | + 2 min 13 s       |
| 10e                | Marcelo Felipe     | Philippines        | 7-Eleven RoadBike Philippines    | + 2 min 16 s       |
| modifier           |                    |                    |                                  |                    |

### 3eétape
| Classement de l'étape | Classement de l'étape | Classement de l'étape | Classement de l'étape            | Classement de l'étape |
|                       | Coureur               | Pays                  | Équipe                           | Temps                 |
| --------------------- | --------------------- | --------------------- | -------------------------------- | --------------------- |
| 1er                   | Harrif Salleh         | Malaisie              | Terengganu                       | en 3 h 38 min 35 s    |
| 2e                    | Mahdi Sohrabi         | Iran                  | Tabriz Petrochemical             | m.t                   |
| 3e                    | Tino Thömel           | Allemagne             | RTS-Santic Racing                | m.t                   |
| 4e                    | Sho Hatsuyama         | Japon                 | Bridgestone Anchor               | m.t                   |
| 5e                    | Jang Chan-jae         | Corée du Sud          | Attaque Gusto                    | m.t                   |
| 6e                    | Jerry Aquino          | Philippines           | Équipe nationale des Philippines | m.t                   |
| 7e                    | Ángel de Julián       | Espagne               | 7-Eleven RoadBike Philippines    | m.t                   |
| 8e                    | Vadim Galeyev         | Kazakhstan            | Équipe nationale du Kazakhstan   | m.t                   |
| 9e                    | Takero Terasak        | Japon                 | Bridgestone Anchor               | m.t                   |
| 10e                   | James Glasspool       | Australie             | Novo Nordisk                     | m.t                   |
| modifier              |                       |                       |                                  |                       |

| Classement général | Classement général | Classement général | Classement général               | Classement général |
|                    | Coureur            | Pays               | Équipe                           | Temps              |
| ------------------ | ------------------ | ------------------ | -------------------------------- | ------------------ |
| 1er                | Eric Sheppard      | Australie          | Attaque Gusto                    | en 10 h 46 min 6 s |
| 2e                 | Mark Galedo        | Philippines        | 7-Eleven RoadBike Philippines    | + 3 s              |
| 3e                 | Thomas Lebas       | France             | Bridgestone Anchor               | + 4 s              |
| 4e                 | Oleg Zemlyakov     | Kazakhstan         | Équipe nationale du Kazakhstan   | + 10 s             |
| 5e                 | Scott Ambrose      | Nouvelle-Zélande   | Novo Nordisk                     | + 1 min 35 s       |
| 6e                 | Ronald Oranza      | Philippines        | Équipe nationale des Philippines | + 1 min 57 s       |
| 7e                 | Ying Hon Yeung     | Hong Kong          | Attaque Gusto                    | + 1 min 59 s       |
| 8e                 | Damien Monier      | France             | Bridgestone Anchor               | + 2 min 7 s        |
| 9e                 | Choon Huat Goh     | Singapour          | Terengganu                       | + 2 min 13 s       |
| 10e                | Marcelo Felipe     | Philippines        | 7-Eleven RoadBike Philippines    | + 2 min 16 s       |
| modifier           |                    |                    |                                  |                    |

### 4eétape
| Classement de l'étape | Classement de l'étape | Classement de l'étape | Classement de l'étape            | Classement de l'étape |
|                       | Coureur               | Pays                  | Équipe                           | Temps                 |
| --------------------- | --------------------- | --------------------- | -------------------------------- | --------------------- |
| 1er                   | Samad Poor Seiedi     | Iran                  | Tabriz Petrochemical             | en 2 h 54 min 1 s     |
| 2e                    | Hossein Askari        | Iran                  | Pishgaman Giant                  | + 2 s                 |
| 3e                    | Thomas Lebas          | France                | Bridgestone Anchor               | + 42 s                |
| 4e                    | Amir Kolahdozhagh     | Iran                  | Tabriz Petrochemical             | + 43 s                |
| 5e                    | Ahad Kazemi           | Iran                  | Tabriz Petrochemical             | + 51 s                |
| 6e                    | Rahim Ememi           | Iran                  | Pishgaman Giant                  | + 54 s                |
| 7e                    | Damien Monier         | France                | Bridgestone Anchor               | + 54 s                |
| 8e                    | Junrey Navarra        | Philippines           | Équipe nationale des Philippines | + 1 min 24 s          |
| 9e                    | Ramin Mehrabani       | Iran                  | Pishgaman Giant                  | + 1 min 48 s          |
| 10e                   | Peter Pouly           | France                | Singha Infinite                  | + 1 min 51 s          |
| modifier              |                       |                       |                                  |                       |

## Classements finals

### Classement général final
| Classement général final | Classement général final | Classement général final | Classement général final       | Classement général final |
|                          | Coureur                  | Pays                     | Équipe                         | Temps                    |
| ------------------------ | ------------------------ | ------------------------ | ------------------------------ | ------------------------ |
| 1er                      | Thomas Lebas             | France                   | Bridgestone Anchor             | en 13 h 40 min 49 s      |
| 2e                       | Mark Galedo              | Philippines              | 7-Eleven RoadBike Philippines  | + 1 min 57 s             |
| 3e                       | Damien Monier            | France                   | Bridgestone Anchor             | + 2 min 19 s             |
| 4e                       | Samad Poor Seiedi        | Iran                     | Tabriz Petrochemical           | + 2 min 34 s             |
| 5e                       | Oleg Zemlyakov           | Kazakhstan               | Équipe nationale du Kazakhstan | + 2 min 40 s             |
| 6e                       | Hossein Askari           | Iran                     | Pishgaman Giant                | + 2 min 40 s             |
| 7e                       | Amir Kolahdozhagh        | Iran                     | Tabriz Petrochemical           | + 3 min 27 s             |
| 8e                       | Ahad Kazemi              | Iran                     | Tabriz Petrochemical           | + 3 min 35 s             |
| 9e                       | Rahim Ememi              | Iran                     | Pishgaman Giant                | + 3 min 38 s             |
| 10e                      | Eric Sheppard            | Australie                | Attaque Gusto                  | + 3 min 40 s             |
| modifier                 |                          |                          |                                |                          |

### Classements annexes
| Classement des sprints | Classement des sprints | Classement des sprints | Classement des sprints | Classement des sprints |
| ---------------------- | ---------------------- | ---------------------- | ---------------------- | ---------------------- |
|                        | Coureur                | Pays                   | Équipe                 | Point(s)               |
| 1er                    | Scott Ambrose          | Nouvelle-Zélande       | Novo Nordisk           | 15 points              |
| 2e                     | Thomas Lebas           | France                 | Bridgestone Anchor     | 12 pts                 |
| 3e                     | Samad Poor Seiedi      | Iran                   | Tabriz Petrochemical   | 10 pts                 |
| modifier               |                        |                        |                        |                        |

| Classement de la montagne | Classement de la montagne | Classement de la montagne | Classement de la montagne | Classement de la montagne |
| ------------------------- | ------------------------- | ------------------------- | ------------------------- | ------------------------- |
|                           | Coureur                   | Pays                      | Équipe                    | Point(s)                  |
| 1er                       | Hossein Askari            | Iran                      | Pishgaman Giant           | 25 points                 |
| 2e                        | Samad Poor Seiedi         | Iran                      | Tabriz Petrochemical      | 20 pts                    |
| 3e                        | Thomas Lebas              | France                    | Bridgestone Anchor        | 16 pts                    |
| modifier                  |                           |                           |                           |                           |

| Classement du meilleur jeune | Classement du meilleur jeune | Classement du meilleur jeune | Classement du meilleur jeune   | Classement du meilleur jeune |
|                              | Coureur                      | Pays                         | Équipe                         | Temps                        |
| ---------------------------- | ---------------------------- | ---------------------------- | ------------------------------ | ---------------------------- |
| 1er                          | Oleg Zemlyakov               | Kazakhstan                   | Équipe nationale du Kazakhstan | en 13 h 43 min 29 s          |
| 2e                           | Amir Kolahdozhagh            | Iran                         | Tabriz Petrochemical           | + 47 s                       |
| 3e                           | Scott Ambrose                | Nouvelle-Zélande             | Novo Nordisk                   | + 1 min 18 s                 |
| modifier                     |                              |                              |                                |                              |

| Classement par équipes | Classement par équipes | Classement par équipes | Classement par équipes |
|                        | Équipe                 | Pays                   | Temps                  |
| ---------------------- | ---------------------- | ---------------------- | ---------------------- |
| 1re                    | Tabriz Petrochemical   | Iran                   | en 41 h 12 min 13 s    |
| 2e                     | Bridgestone Anchor     | Japon                  | + 1 s                  |
| 3e                     | Pishgaman Giant        | Iran                   | + 1 min 10 s           |
| modifier               |                        |                        |                        |

| Classement du meilleur Philippin | Classement du meilleur Philippin | Classement du meilleur Philippin | Classement du meilleur Philippin | Classement du meilleur Philippin |
|                                  | Coureur                          | Pays                             | Équipe                           | Temps                            |
| -------------------------------- | -------------------------------- | -------------------------------- | -------------------------------- | -------------------------------- |
| 1er                              | Mark Galedo                      | Philippines                      | 7-Eleven RoadBike Philippines    | en 13 h 43 min 29 s              |
| 2e                               | Junrey Navarra                   | Philippines                      | Équipe nationale des Philippines | + 2 min 11 s                     |
| 3e                               | Marcelo Felipe                   | Philippines                      | 7-Eleven RoadBike Philippines    | + 2 min 42 s                     |
| modifier                         |                                  |                                  |                                  |                                  |

| Classement par équipes philippines | Classement par équipes philippines | Classement par équipes philippines | Classement par équipes philippines |
|                                    | Équipe                             | Pays                               | Temps                              |
| ---------------------------------- | ---------------------------------- | ---------------------------------- | ---------------------------------- |
| 1re                                | 7-Eleven RoadBike Philippines      | Philippines                        | en 41 h 14 min 58 s                |
| 2e                                 | Équipe nationale des Philippines   | Philippines                        | + 1 min 59 s                       |
| modifier                           |                                    |                                    |                                    |

### UCI Asia Tour
Ce Tour des Philippines attribue des points pour l'UCI Asia Tour 2015, par équipes seulement aux coureurs des équipes continentales professionnelles et continentales, individuellement à tous les coureurs sauf ceux faisant partie d'une équipe ayant un label WorldTeam.
| Position,          | 1er | 2e | 3e | 4e | 5e | 6e | 7e | 8e |
| Classement général | 40  | 30 | 16 | 12 | 10 | 8  | 6  | 3  |
| Par étape          | 8   | 5  | 2  |    |    |    |    |    |
| Leader, par étape  | 4   |    |    |    |    |    |    |    |

| Cycliste          | Équipe                           | Général | Étape | Leader | Total |
| ----------------- | -------------------------------- | ------- | ----- | ------ | ----- |
| Thomas Lebas      | Bridgestone Anchor               | 40      | 4     | -      | 44    |
| Mark Galedo       | 7-Eleven RoadBike Philippines    | 30      | 5     | -      | 35    |
| Samad Poor Seiedi | Tabriz Petrochemical             | 12      | 8     | -      | 20    |
| Eric Sheppard     | Attaque Gusto                    | -       | 8     | 12     | 20    |
| Damien Monier     | Bridgestone Anchor               | 16      | -     | -      | 16    |
| Hossein Askari    | Pishgaman Giant                  | 8       | 5     | -      | 13    |
| Oleg Zemlyakov    | Équipe nationale du Kazakhstan   | 10      | -     | -      | 10    |
| Scott Ambrose     | Novo Nordisk                     | -       | 8     | -      | 8     |
| Harrif Salleh     | Terengganu                       | -       | 8     | -      | 8     |
| Amir Kolahdozhagh | Tabriz Petrochemical             | 6       | -     | -      | 6     |
| Ronald Oranza     | Équipe nationale des Philippines | -       | 5     | -      | 5     |
| Mahdi Sohrabi     | Tabriz Petrochemical             | -       | 5     | -      | 5     |
| Ahad Kazemi       | Tabriz Petrochemical             | 3       | -     | -      | 3     |
| Tino Thömel       | RTS-Santic Racing                | -       | 2     | -      | 2     |
| Ying Hon Yeung    | Attaque Gusto                    | -       | 2     | -      | 2     |

## Évolution des classements
| Étape              | Vainqueur          | Classement général | Classement des sprints | Classement de la montagne | Classement du meilleur jeune | Classement du meilleur Philippin | Classement par équipes        | Classement par équipes philippines |
| ------------------ | ------------------ | ------------------ | ---------------------- | ------------------------- | ---------------------------- | -------------------------------- | ----------------------------- | ---------------------------------- |
| 1                  | Eric Sheppard      | Eric Sheppard      | Eric Sheppard          | Non décerné               | Oleg Zemlyakov               | Mark Galedo                      | Attaque Gusto                 | 7-Eleven RoadBike Philippines      |
| 2                  | Scott Ambrose      | Eric Sheppard      | Scott Ambrose          | Baler Ravina              | Oleg Zemlyakov               | Mark Galedo                      | 7-Eleven RoadBike Philippines | 7-Eleven RoadBike Philippines      |
| 3                  | Harrif Salleh      | Eric Sheppard      | Scott Ambrose          | Baler Ravina              | Oleg Zemlyakov               | Mark Galedo                      | 7-Eleven RoadBike Philippines | 7-Eleven RoadBike Philippines      |
| 4                  | Samad Poor Seiedi  | Thomas Lebas       | Scott Ambrose          | Hossein Askari            | Oleg Zemlyakov               | Mark Galedo                      | Tabriz Petrochemical          | 7-Eleven RoadBike Philippines      |
| Classements finals | Classements finals | Thomas Lebas       | Scott Ambrose          | Hossein Askari            | Oleg Zemlyakov               | Mark Galedo                      | Tabriz Petrochemical          | 7-Eleven RoadBike Philippines      |

## Liste des participants
- Liste de départ complète

| Légende                             | Légende                                                                                                  | Légende                                | Légende                                                                                         |
| ----------------------------------- | --- | -------------------------------------- | ----------------------------------------------------------------------------------------------- |
| Num                                 | Dossard de départ porté par le coureur sur ce Tour des Philippines                                       | Pos                                    | Position finale au classement général                                                           |
| Leader du classement général        | Indique le vainqueur du classement général                                                               | Leader du classement des sprints       | Indique le vainqueur du classement des sprints                                                  |
| Leader du classement de la montagne | Indique le vainqueur du classement de la montagne                                                        | Leader du classement du meilleur jeune | Indique le vainqueur du classement du meilleur jeune                                            |
|                                     | Indique un maillot de champion national ou mondial, suivi de sa spécialité                               | #                                      | Indique la meilleure équipe                                                                     |
| NP                                  | Indique un coureur qui n'a pas pris le départ d'une étape, suivi du numéro de l'étape où il s'est retiré | AB                                     | Indique un coureur qui n'a pas terminé une étape, suivi du numéro de l'étape où il s'est retiré |
| HD                                  | Indique un coureur qui a terminé une étape hors des délais, suivi du numéro de l'étape                   | DSQ                                    | Indique un coureur qui a été disqualifié de la course, suivi du numéro de l'étape               |
| *                                   | Indique un coureur en lice pour le classement du meilleur jeune (coureurs nés après le 1er janvier 1993) |                                        |                                                                                                 |

| Novo Nordisk TNN                    | Novo Nordisk TNN      | Novo Nordisk TNN |
| ----------------------------------- | --------------------- | ---------------- |
| Num                                 | Coureur               | Pos              |
| 1                                   | Scott Ambrose (NZL)*  | 11e              |
| 2                                   | Simon Strobel (GER)   | 49e              |
| 3                                   | James Glasspool (AUS) | 44e              |
| 4                                   | Stephen Clancy (IRL)  | AB-2             |
| 5                                   | Joonas Henttala (FIN) | 25e              |
| Directeur sportif : Pavel Cherkasov |                       |                  |

| Attaque Gusto ATG                  | Attaque Gusto ATG    | Attaque Gusto ATG |
| ---------------------------------- | -------------------- | ----------------- |
| Num                                | Coureur              | Pos               |
| 11                                 | Ying Hon Yeung (HKG) | 14e               |
| 12                                 | Liu Shu-ming (TPE)   | 47e               |
| 13                                 | Eric Sheppard (AUS)  | 10e               |
| 14                                 | Lu Shao-hsuan (TPE)* | 58e               |
| 15                                 | Jang Chan-jae (KOR)  | 37e               |
| Directeur sportif : Giacomo Notari |                      |                   |

| Bridgestone Anchor BGT | Bridgestone Anchor BGT | Bridgestone Anchor BGT |
| ---------------------- | ---------------------- | ---------------------- |
| Num                    | Coureur                | Pos                    |
| 21                     | Damien Monier (FRA)    | 3e                     |
| 22                     | Thomas Lebas (FRA)     | 1er                    |
| 23                     | Hiroshi Tsubaki (JPN)  | 36e                    |
| 24                     | Takero Terasaki (JPN)  | 52e                    |
| 25                     | Sho Hatsuyama (JPN)    | 29e                    |
| Directeur sportif : ?  |                        |                        |

| CCN                               | CCN                     | CCN  |
| --------------------------------- | ----------------------- | ---- |
| Num                               | Coureur                 | Pos  |
| 31                                | Lex Nederlof (NED)      | 40e  |
| 32                                | Ariya Phounsavath (LAO) | 22e  |
| 33                                | Hari Fitrianto (INA)    | 27e  |
| 34                                | Ji Wen Low (SIN)        | 48e  |
| 35                                | Daniel Abraham (NED)    | NP-1 |
| Directeur sportif : Jamal Mutaqin |                         |      |

| Navitas Satalyst Racing NSR    | Navitas Satalyst Racing NSR | Navitas Satalyst Racing NSR |
| ------------------------------ | --------------------------- | --------------------------- |
| Num                            | Coureur                     | Pos                         |
| 41                             | Timothy Sellar (AUS)*       | 59e                         |
| 42                             | Matthew Leonard (AUS)       | 33e                         |
| 43                             | Ben O'Connor (AUS)*         | 17e                         |
| 44                             | Theodore Yates (AUS)*       | 50e                         |
| 45                             | Jonathan Bolton (AUS)       | 38e                         |
| Directeur sportif : Peter Pang |                             |                             |

| Pishgaman Giant PKY                 | Pishgaman Giant PKY       | Pishgaman Giant PKY |
| ----------------------------------- | ------------------------- | ------------------- |
| Num                                 | Coureur                   | Pos                 |
| 51                                  | Amir Zargari (IRI)        | 32e                 |
| 52                                  | Hossein Askari (IRI)      | 6e                  |
| 53                                  | Arvin Moazemi (IRI)       | 19e                 |
| 54                                  | Rahim Ememi (IRI) (Route) | 9e                  |
| 55                                  | Ramin Mehrabani (IRI)     | 13e                 |
| Directeur sportif : Mahmoud Hozouri |                           |                     |

| RTS-Santic Racing RTS              | RTS-Santic Racing RTS  | RTS-Santic Racing RTS |
| ---------------------------------- | ---------------------- | --------------------- |
| Num                                | Coureur                | Pos                   |
| 61                                 | Boris Shpilevsky (RUS) | AB-1                  |
| 62                                 | Tino Thömel (GER)      | 57e                   |
| 63                                 | Wei Kei Chang (TPE)    | 30e                   |
| 64                                 | Ilya Gorodnichev (RUS) | NP-4                  |
| 65                                 | Jang Sun-jae (KOR)     | 61e                   |
| Directeur sportif : Chaiya Moondet |                        |                       |

| Tabriz Petrochemical # TPT          | Tabriz Petrochemical # TPT | Tabriz Petrochemical # TPT |
| ----------------------------------- | -------------------------- | -------------------------- |
| Num                                 | Coureur                    | Pos                        |
| 71                                  | Ghader Mizbani (IRI)       | NP-2                       |
| 72                                  | Samad Poor Seiedi (IRI)    | 4e                         |
| 73                                  | Amir Kolahdozhagh (IRI)*   | 7e                         |
| 74                                  | Mahdi Sohrabi (IRI)        | DSQ-4                      |
| 75                                  | Ahad Kazemi (IRI)          | 8e                         |
| Directeur sportif : Barhoon Changiz |                            |                            |

| 7-Eleven RoadBike Philippines T7E | 7-Eleven RoadBike Philippines T7E | 7-Eleven RoadBike Philippines T7E |
| --------------------------------- | --------------------------------- | --------------------------------- |
| Num                               | Coureur                           | Pos                               |
| 81                                | Baler Ravina (PHI)                | 21e                               |
| 82                                | Marcelo Felipe (PHI)              | 18e                               |
| 83                                | Mark Galedo (PHI)                 | 2e                                |
| 84                                | Edgar Nohales (ESP)               | 28e                               |
| 85                                | Ángel de Julián (ESP)*            | 35e                               |
| Directeur sportif : Ric Rodriguez |                                   |                                   |

| Terengganu TSG                       | Terengganu TSG                      | Terengganu TSG |
| ------------------------------------ | ----------------------------------- | -------------- |
| Num                                  | Coureur                             | Pos            |
| 91                                   | Mohammed Adiq Husainie Othman (MAS) | 51e            |
| 92                                   | Mohd Zamri Saleh (MAS)              | 60e            |
| 93                                   | Choon Huat Goh (SIN)                | 20e            |
| 94                                   | Harrif Salleh (MAS)                 | HD-4           |
| 95                                   | Anwar Azis Muhd Shaiful (MAS)       | 62e            |
| Directeur sportif : Sébastien Duclos |                                     |                |

| Pegasus Continental PCT          | Pegasus Continental PCT      | Pegasus Continental PCT |
| -------------------------------- | ---------------------------- | ----------------------- |
| Num                              | Coureur                      | Pos                     |
| 101                              | Patria Rastra (INA)          | DSQ-4                   |
| 102                              | Dadi Suryadi (INA)           | 15e                     |
| 103                              | Odie Purnama Setiauan (INA)* | AB-1                    |
| 104                              | Chelly Aristya (INA)         | 31e                     |
| 105                              | Robin Manullang (INA)        | 39e                     |
| Directeur sportif : Fila Faliona |                              |                         |

| Singha Infinite SIG                  | Singha Infinite SIG   | Singha Infinite SIG |
| ------------------------------------ | --------------------- | ------------------- |
| Num                                  | Coureur               | Pos                 |
| 111                                  | Peter Pouly (FRA)     | 16e                 |
| 112                                  | Nicolas Magnan (CAN)  | 41e                 |
| 113                                  | Vincent Ang (SIN)     | HD-2                |
| 114                                  | Konstantin Fast (RUS) | 54e                 |
| 115                                  | Kyosuke Takei (JPN)   | 53e                 |
| Directeur sportif : Wisut Kasiyaphat |                       |                     |

| Équipe nationale du Kazakhstan KAZ    | Équipe nationale du Kazakhstan KAZ | Équipe nationale du Kazakhstan KAZ |
| ------------------------------------- | ---------------------------------- | ---------------------------------- |
| Num                                   | Coureur                            | Pos                                |
| 121                                   | Vadim Galeyev (KAZ)                | 56e                                |
| 122                                   | Anton Kuzmin (KAZ)*                | 45e                                |
| 123                                   | Tilegen Maidos (KAZ)*              | 43e                                |
| 124                                   | Oleg Zemlyakov (KAZ)*              | 5e                                 |
| 125                                   | Nurbolat Kulimbetov (KAZ)          | 34e                                |
| Directeur sportif : Kairat Baigudinov |                                    |                                    |

| Équipe nationale des Philippines PHI    | Équipe nationale des Philippines PHI | Équipe nationale des Philippines PHI |
| --------------------------------------- | ------------------------------------ | ------------------------------------ |
| Num                                     | Coureur                              | Pos                                  |
| 131                                     | Ronald Oranza (PHI)                  | 26e                                  |
| 132                                     | George Oconer (PHI)                  | 23e                                  |
| 133                                     | Ronald Lomotos (PHI)*                | 24e                                  |
| 134                                     | Jerry Aquino (PHI)                   | 42e                                  |
| 135                                     | Junrey Navarra (PHI)                 | 12e                                  |
| Directeur sportif : Christopher Allison |                                      |                                      |

| Équipe nationale d'Ouzbékistan UZB | Équipe nationale d'Ouzbékistan UZB | Équipe nationale d'Ouzbékistan UZB |
| ---------------------------------- | ---------------------------------- | ---------------------------------- |
| Num                                | Coureur                            | Pos                                |
| 141                                | Muradian Khalmuratov (UZB)         | 46e                                |
| 142                                | Ruslan Karimov (UZB)               | HD-2                               |
| 143                                | Vadim Shaekov (UZB)                | 55e                                |
| 144                                | Denis Shaymanov (UZB)              | AB-2                               |
| 145                                | Gleb Gorbachev (UZB)               | AB-2                               |
| Directeur sportif : ?              |                                    |                                    |